# Арена Металлург
«Аре́на Металлу́рг» — ледовый дворец спорта в городе Магнитогорске (Челябинская область, Россия). Вместимость 7 500 зрителей.
Расположен в прибрежно-парковой зоне правобережной части (пересечение проспекта Ленина и улицы Завенягина).
В ЛДС с 2007 года проводит домашние матчи хоккейная команда «Металлург» (Магнитогорск).

## История
Договор о строительстве нового ледового дворца в Магнитогорске был заключён 19 мая 2005 года. Подрядчиком являлась финская компания «Лемкон». Первый, символический камень в основание дворца был заложен 1 сентября 2005 года. Церемония открытия состоялась 12 января 2007 года. Первый матч на новой арене «Металлург» проводил с той же командой, с которой тремя неделями ранее проводил матч-закрытие старого Ледового дворца спорта имени И. Х. Ромазана — с чеховским «Витязем».
В сезоне 2008/2009 «Арена Металлург» принимала игры первого сезона Континентальной хоккейной лиги и первого розыгрыша Лиги чемпионов, в которых выступал ХК «Металлург» Магнитогорск.

## Спортивные события
- 11 февраля 2012 — Кубок вызова МХЛ
- 19-29 апреля 2018 — Чемпионат мира по хоккею с шайбой среди юниорских команд
- 12 октября 2018 — Турнир по ММА «Стальное сердце 9»

## Культурные события
«Арена Металлург» — одна из главных культурных площадок Магнитогорска. Ежегодно здесь проходит празднование Дня металлурга для работников ММК с приглашением отечественных и иностранных исполнителей.
Кроме того, на «Арене Металлург» проходили сольные концерты следующих исполнителей:
- 18 июля 2010 — Машина Времени
- 26 ноября 2010 — Александр Розенбаум
- 20 мая 2011 — Scorpions
- 13 декабря 2011 — ДДТ
- 18 мая 2012 — Томас Андерс(Modern Talking)/Крис Норман(Smokie)
- 7 ноября 2014 — Roxette
- 3-7 декабря 2014 — Cirque du Soleil (iD show by Cirque Eloize)
- 21 мая 2016 — Би-2
- 20 октября 2016 — ДДТ
- 20 сентября 2017 — Сплин
- 27 октября 2017 — Баста
- 21 ноября 2017 — Руки Вверх!
- 13 сентября 2018 — Григорий Лепс
- 22 октября 2018 — Ольга Бузова
- 9 ноября 2018 — Руки Вверх!